# Салон на отхвърлените
Салон на отхвърлените се нарича изложението на творби, главно на импресионисти, които журито на реномирания Парижки салон на изкуствата отхвърля през 1863 година. Сред неприетите има платна на Пол Сезан, Едуар Мане („Закуска на тревата“), Арман Гийомен, Джеймс Уистлър. Журито не одобрява повече от 3000 творби, които по разпореждане на Наполеон III са представени отделно, в т.нар. Салон на отхвърлените.
Произведения на Сезан продължават да бъдат отхвърляни и през следващите години. Не са приети и работи на Алфред Сисле, Камий Писаро, Анри Русо и Пиер-Огюст Реноар. Забранено е да бъде показвана творбата на Мане – „Екзекуцията на император Максимилиан“. Сега картините от този период са сред най-ценните експонати в музеите.